# La Reine du music-hall
Ne pas confondre avec Les Reines du music-hall, film américain de Phil Karlson sorti en 1948, avec Marilyn Monroe.
Pour plus de détails, voir Fiche technique et Distribution.
La Reine du music-hall (titre original : Du bist Musik, litt. Tu es la Musique) est un film allemand réalisé par Paul Martin, sorti en 1956.

## Synopsis
Le pauvre compositeur Paul Heiden a déjà envoyé deux fois sa nouvelle revue à la célèbre chanteuse et danseuse Marina Rosario, mais l'enveloppe est toujours retournée sans être ouverte. Aussi quand la troisième tentative échoue, Paul emprunte de l'argent à son ami Rudi et part voir Marina en Espagne. Arrivé là-bas, on le lui refuse ; déçu, Paul jette sa composition en bas d'un talus. Alors qu'il veut la récupérer, il fait une lourde chute.
Quand il recouvre sa conscience, il se trouve de nouveau dans le palais royal de Montanie, on le confond avec le roi Otto III qui était en voyage archéologique en Égypte pendant six mois. Paul ne dit rien et en profite pour être auprès de Marina et sa troupe. Rudi entre dans la Cour. Les problèmes commencent, peu à peu Paul et Marina se rapprochent.
Le président-ministre découvre grâce au médecin personnel du roi que ce n'est pas lui dans le palais, car il manque une cicatrice. Sans chef, le micro-État deviendrait espagnol, les deux mille habitants paieraient des impôts. Les hommes politiques veulent rencontrer l'imposteur, mais le médecin est interpellé par l'ambassadeur ibérique qui veut avoir une preuve de l'authenticité du roi. On apporte la preuve. Cela se complique quand Paul avoue à Marina qu'il n'est pas le roi, elle le rejette et le traite comme un escroc.
Le vrai roi tombe amoureux de Marina et la demande en mariage ; il veut aussi produire la revue de Paul, pour avoir le silence - sauf que Marina refuse d'y participer.
Paul revient à Munich et voit sa revue à la télévision. Après plusieurs coups de téléphone, Paul et Marina se réconcilient, il lui dit qu'il est le compositeur de la revue. Le roi se rend compte que Marina ne veut plus être avec lui et y consent. À la fin, Marina chante Du bist Musik et envoie un baiser par la télévision.

## Fiche technique
- Titre : La Reine du music-hall
- Titre original : Du bist Musik
- Réalisation : Paul Martin assisté de Maria von Frisch
- Scénario : Paul Martin, Hans Rameau, Johann von Vaszary, Tibor Yost (de)
- Musique : Heinz Gietz
- Direction artistique : Albrecht Hennings, Helmut Nentwig
- Costumes : Maria Brauner
- Photographie : Georg Bruckbauer (de)
- Son : Erwin Schänzle
- Montage : Jutta Hering, Hermann Haller
- Production : Artur Brauner
- Sociétés de production : CCC-Film
- Société de distribution : Gloria Filmverleih
- Pays d'origine :  Allemagne de l'Ouest
- Langue : allemand
- Format : Couleur - 1,66:1 - Mono - 35 mm
- Genre : Musical
- Durée : 91 minutes
- Dates de sortie :
  -  Allemagne de l'Ouest : 21 septembre 1956.
  -  Suède : 5 août 1957.
  -  Estado Novo (Portugal) : 15 février 1958.
  -  France : 7 mars 1958[1].
  -  Finlande : 23 mai 1958.

## Distribution
- Paul Hubschmid : Paul Heiden, Otto III.
- Caterina Valente : Marina Rosario
- Grethe Weiser : Le ministre-président
- Rudolf Platte : Rudi Klemke
- Ruth Stephan : Sophie Klemke
- Ernst Waldow : Le professeur
- Walter Bluhm : Johann, le majordome
- Bum Krüger (de) : Le ministre de la guerre
- Herbert Weißbach (de) : Le ministre des finances
- Harald Sawade : L'adjudant
- Werner Fuetterer : L'envoyé
- Franz-Otto Krüger : Le manager
- Ewald Wenck : Le facteur

## Source de la traduction
- (de) Cet article est partiellement ou en totalité issu de l’article de Wikipédia en allemand intitulé « Du bist Musik » (voir la liste des auteurs).